# Arisaema laminatum
Arisaema laminatum là một loài thực vật có hoa trong họ Ráy (Araceae). Loài này được Blume mô tả khoa học đầu tiên năm 1836.